# Lavaveix-les-Mines
Lavaveix-les-Mines település Franciaországban, Creuse megyében. Lakosainak száma 642 fő (2022. január 1.). Lavaveix-les-Mines Moutier-d’Ahun, Saint-Martial-le-Mont és Saint-Pardoux-les-Cards községekkel határos.

## Népesség
A település népességének változása:
| Lakosok száma | 1175 | 989  | 964  | 839  | 703  | 683  | 666  | 635  | 638  | 642  |
|               | 1968 | 1982 | 1990 | 2006 | 2013 | 2015 | 2017 | 2019 | 2020 | 2022 |